# BS-1 Tichina
 (avril 2024).
La mise en forme du texte ne suit pas les recommandations de Wikipédia : il faut le « wikifier ».
Les points d'amélioration suivants sont les cas les plus fréquents. Le détail des points à revoir est peut-être précisé sur la page de discussion.
- Les titres sont pré-formatés par le logiciel. Ils ne sont ni en capitales, ni en gras.
- Le texte ne doit pas être écrit en capitales (les noms de famille non plus), ni en gras, ni en italique, ni en « petit »…
- Le gras n'est utilisé que pour surligner le titre de l'article dans l'introduction, une seule fois.
- L'italique est rarement utilisé : mots en langue étrangère, titres d'œuvres, noms de bateaux, etc.
- Les citations ne sont pas en italique mais en corps de texte normal. Elles sont entourées par des guillemets français : « et ».
- Les listes à puces sont à éviter, des paragraphes rédigés étant largement préférés. Les tableaux sont à réserver à la présentation de données structurées (résultats, etc.).
- Les appels de note de bas de page (petits chiffres en exposant, introduits par l'outil «  Source ») sont à placer entre la fin de phrase et le point final[comme ça].
- Les liens internes (vers d'autres articles de Wikipédia) sont à choisir avec parcimonie. Créez des liens vers des articles approfondissant le sujet. Les termes génériques sans rapport avec le sujet sont à éviter, ainsi que les répétitions de liens vers un même terme.
- Les liens externes sont à placer uniquement dans une section « Liens externes », à la fin de l'article. Ces liens sont à choisir avec parcimonie suivant les règles définies. Si un lien sert de source à l'article, son insertion dans le texte est à faire par les notes de bas de page.
- La présentation des références doit suivre les conventions bibliographiques. Il est recommandé d'utiliser les modèles {{Ouvrage}}, {{Chapitre}}, {{Article}}, {{Lien web}} et/ou {{Bibliographie}}. Le mode d'édition visuel peut mettre en forme automatiquement les références.
- Insérer une infobox (cadre d'informations à droite) n'est pas obligatoire pour parachever la mise en page.

Pour une aide détaillée, merci de consulter Aide:Wikification.
Si vous pensez que ces points ont été résolus, vous pouvez retirer ce bandeau et améliorer la mise en forme d'un autre article.
Le BS-1 RGA-86 Tichina (russe : БС-1 "Тишина") est un lance-grenades soviétique silencieux de 30 mm. Il a été développé spécifiquement pour les Spetsnaz. Il utilise un mécanisme à verrou pour charger des flans dans la chambre avec la grenade de 30 mm VOG-T (ВОГ-Т). Appuyer sur la détente enflamme le flan qui à son tour enflamme la charge de la grenade, provoquant l'expulsion de la grenade du canon.

## Développement
Le lance-grenades Tichina ("silence") a été développé par TSNIITOTCHMACH à la demande du GRU, et il était destiné aux unités Spetsnaz (forces spéciales soviétique), opérant derrière les lignes ennemies. L'idée derrière un lance-grenades « silencieux » était de masquer le son et l'éclair du lancement de la grenade et ainsi de donner au tireur (et à ses camarades) une plus grande chance de s'échapper après un détournement réussi derrière les lignes ennemies ; les principales cibles des Spetsnaz pendant la guerre froide étaient les lanceurs de missiles nucléaires tactiques, les installations et équipements de commandement et contrôle (C2), les installations de stockage de carburant et de munitions et les avions tactiques stationnés.
Ce système a été adopté dans les années 1970 pour remplacer les lance-grenades autonomes silencieux et sans flash de 30 mm, connus sous le nom de « Dispositif D » et « Dispositif DM ». Il s'agissait d'unités autonomes, utilisant des munitions spéciales à piston captif qui tiraient des balles en acier de 9 mm ou propulsaient des grenades incendiaires HE de 30 mm à des distances allant jusqu'à 100 mètres. Ces armes autonomes, développées par les ingénieurs du KGB, étaient lourdes, encombrantes et coûteuses, et le GRU souhaitait un équipement plus compact et plus polyvalent.

## Caractéristiques
En réponse à ces besoins, Le système 6P15 « Tichina » a été développé par TSNIITOTCHMACH dans le cadre d'un programme de recherche et développement top secret nommé « Tichina », russe pour "silence". Adopté en 1975, le système BS-1 d'origine comprenait le fusil d'assaut Kalachnikov AKMS de 7,62 × 39 mm avec silencieux PBS-1, des munitions américaines subsoniques de 7,62 × 39 mm, un lance-grenades sous canon GSN-19 de 30 mm AG-018 / 6G16 (désignation du développeur АГ-018, indice GRAU 6Г16) et un viseur de lancement de grenade. Le lance-grenades « Tichina » tire la grenade BMYa-31 « Iacheritsa » (БМЯ-31 « Ящерица » – Lézard) avec une charge creuse explosive/incendiaire. Le tir est réalisé avec une cartouche propulsive à blanc PHS-19.
Lorsque, à la fin des années 1970, l'armée soviétique est passée aux munitions de 5,45 × 39 mm, les fusils d'assaut AKMS de 7,62 mm avec silencieux PBS-1 ont été remplacés par des fusils d'assaut compacts AKS-74UB de 5,45 mm avec silencieux PBS-4. Le lance-grenades original GSN-19 a été légèrement retravaillé, principalement pour utiliser des munitions de lancement différentes (basées sur des cartouches de 5,45 mm au lieu de 7,62 mm). D'autres changements incluent différents supports de montage pour mieux s'adapter aux fusils d'assaut compacts AKS-74UB. Ces armes sont encore utilisées de manière limitée par les éléments Spetsnaz de l’armée russe et probablement par d’autres armées de pays de l’ex-URSS.
Le lance-grenades silencieux (sans flash et silencieux) GSN-19 est inhabituel dans le fait qu'il est à la fois chargé par la bouche et par la culasse. Le projectile standard est une grenade AP-I (Armour Piercing - Incendiary / Perforation d'armure – Incendiaire) spécialement conçue avec des rayures pré-gravées. L'ogive est conçue pour pénétrer dans les coques des lanceurs de missiles balistiques tactiques, des avions et des équipements de commandement et contrôle (C2), puis causer suffisamment de dégâts pour rendre la cible inopérante. La grenade n'a pas de système de propulsion en soi, car le lancement est effectué par des cartouches vierges spéciales, qui sont chargées dans un chargeur amovible (contenant 8 cartouches dans la version à base de 7,62 mm ou 10 cartouches dans la version à base de 5,45 mm). Les cartouches sont introduites dans la chambre par un mécanisme à verrou rotatif de type fusil à commande manuelle. Pour obtenir un lancement sans bruit ni flash, les cartouches vierges sont déchargées dans la culasse à volume limité, qui est équipée d'un piston télescopique mobile à l'avant. Lors de la décharge, ce piston pousse violemment la grenade hors de la bouche du lanceur, puis arrête et scelle les gaz de poudre en expansion à l'intérieur de la partie arrière du canon du lanceur. Après un court instant, la pression à l'intérieur chute à un niveau sûr et l'arme peut être rechargée en actionnant le verrou (pour extraire le flan usé et charger une nouvelle cartouche de lancement), puis en chargeant la nouvelle grenade à partir de la bouche qui est ensuite maintenue en place par des ressorts spéciaux. La vitesse initiale de la grenade de 30 mm pour la version de 7,62 mm est indiquée comme « supérieure à 100 ». m/s", pour la version 5,45 mm, il est répertorié comme 175 m/s. Le lance-grenades est fixé sur des supports spéciaux soudés au fusil d'assaut hôte. Pour tirer avec le GSN-19 avec précision et confort, le fusil hôte est équipé d'un viseur de lancement de grenade pliable spécial (fixé à la base du guidon standard) et d'un coussin de couche amovible en caoutchouc absorbant le recul.

## Utilisateurs
- URSS/ Russie

## Voir également
- GP-25
- Liste des armes russes